# Monster High
Monster High är en TV-serie och grupp leksaker där huvudpersonerna är monsterliknande dockor som går på en skola med samma namn. Utöver den animerade tv-serien tillverkas även dockor, accessoarer, väskor, smycken, datorspel, böcker och direkt-till-dvd-filmer. Serien lanserades av Mattel som ett franchise år 2010.

## Dockor och miljöer

### Universumet
Huvudfigurerna i Monster High är en grupp skolflickor som går på skolan Monster High i staden New Salem. De är ättlingar till eller släkt med kända monster som greve Dracula, Frankensteins monster, mumien i Mumien vaknar, Medusa, zombier och Fantomen på Operan. Dockorna och deras fiktiva universum hämtar sin estetik från klassiska monster- och skräckfilmer. Flickornas klädsel ligger ofta nära goth-subkulturen. Mörka och dystra färger dominerar, med formelement som dödskallar och likkistor; exempelvis så är både mobiltelefoner och elevernas skolskåp utformade som kistor. Många ordvitsar är baserade på skräckelement – exempelvis "skallinspektion" i stället för "skolinspektion" eller "ghouls" i stället för "girls".
Trots monstermiljön är filmerna inga skräckfilmer, utan är barntillåtna äventyrsberättelser om skolliv med magiska inslag. Där finns teman som "hjälpa sina vänner", "samarbeta", "tro på sig själv", "lära sig av sina misstag" och "acceptera varandras olikheter".

## Bakgrund
Med "Monster High"-konceptet lanserade Mattel för första gången en hel massmarknadsapparat på en gång. Tidigare har man istället först lanserat dockor och leksaker och först senare kompletterat med kringprodukter.

## Källhänvisningar
1. 1 2  Chang, Andrea (2010-08-13): "Watch out, Barbie: Mattel's edgy Monster High is in session". Latimes.com. Läst 2 februari 2015. (engelska)